# Prostitution i Belgien

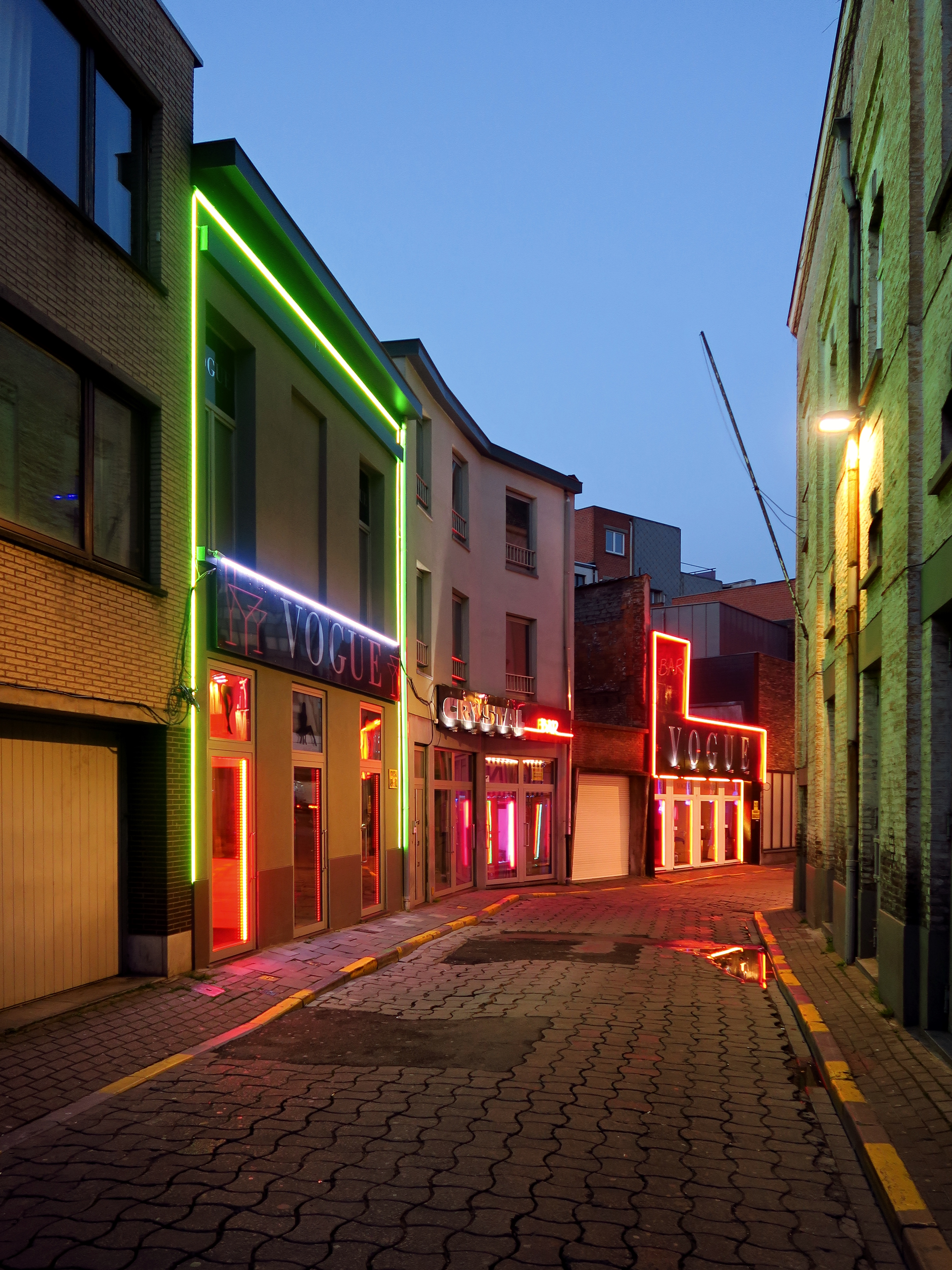
Schepenenvijverstraat, ett av prostitutionsstråken i Gent.

Prostitution och sexarbete i Belgien har en varierad historia, ofta som en skamlig syssla. Efter en lång tids kriminalisering följde reglementerad prostitution och efter 1948 en juridisk roll som förseelse.  
2022 avkriminaliserades sexarbete i landet, och 2024 infördes en arbetslagstiftning motsvarande andra branscher, inklusive legalisering av registrerat "koppleri". Denna normalisering har blivit mycket uppmärksammad, både för sina möjligheter och sina risker i en bransch som ofta kritiseras för sina undermåliga arbetsvillkor och moraliska brister.  

## Historik

### Äldre historia
Under medeltiden sågs prostitution som skamligt men nödvändigt för att förhindra våldtäkt på icke prostituerade kvinnor. Offentliga badstugor var vanliga i bland annat Bryssel, och i vissa av dessa kunde man även tillbringa natten tillsammans med en inhyrd kvinna.
Varje stads myndigheter beskattade och reglerade prostitutionen, vilken ofta förvisades till vissa reserverade delar av staden. Exempelvis förbjöd staden Namur 1687 prostitution, en verksamhet som under 1700-talet genererade cirka en femtedel av rättsfallen i stadens domstolar.

### 1800-talet
Den reglementerade prostitutionen, med registrering och regelbundna tvångsundersökningar av prostituerade efter fransk modell, infördes av fransmännen under Napoleons ockupation (1794–1815). Detta system kvarstod även sedan Belgien blivit självständigt 1830 och bekräftades via lagstiftning i Bryssel 1844  Den belgiska prostitutionen lagligen begränsad till vissa områden i städerna, exempelvis i Namur där man 1826 legaliserade verksamheten i reglementerad form.
Under 1800-talet fanns bordeller i alla större städer, accepterat eller åtminstone tolererat som en syndig samhällsinstitution men enligt kyrkan åtminstone mindre skadlig är otrohet inom äktenskapet. 1815 noterades åtta misstänka bordeller i staden Namur. 1867 stadfästes en belgisk lag som tillät bordellverksamhet under vissa begränsningar, i syfte att inte påverka den allmänna moralen.
Sexhandeln i Bryssel blev ökänd genom en stor skandal 1880 känd som den vita slavhandelsaffären, där över fyrtio utländska flickor – "petites Anglaises" med koppling till deras hemmahörighet i England – hade lockats till bordeller genom vit slavhandel. Den politiska skandalen ledde till att både polismästaren och borgmästaren tvingades avgå. Vid denna tid bedömdes mellan 14 och 29 procent av de registrerade prostituerade i landet vara minderåriga (flickor), och vid denna tid fanns inga belgiska lagar emot barnarbete.

### 1900-talet
Under det första världskrigets tyska ockupation av landet ökade prostitutionen i huvudstaden Bryssel. Den tyska administrationen såg prostitutionen som ett hälsoproblem för sina soldater, men samtidigt ansågs verksamheten nödvändig för deras mentala hälsa. Under ockupationen sågs därför de prostituerade som dubbelt fallna, både moraliskt och som kollaboratörer med ockupationsmakten.
1948 avskaffades den reglementerade prostitutionen i Belgien, långt efter att många andra europeiska länder gjort detsamma. Lagändringen från 1948 påverkade även kvinnors status i samhället på andra sätt, eftersom den innehöll en lagtext som uttryckligen innebar en acceptans av kvinnliga poliser.
Prostitution och bordellverksamhet har varit lagligt, men hallickverksamhet olagligt. Sexarbete lagfördes efter 1948 sällan som brott, samtidigt som det markerades som förseelse i lagboken. Detta medförde risker för alla som utfört tjänster åt en sexarbetare  – inklusive taxichaufförer och bokföringshjälp – att bli straffade som brottslingar. Som en följd av detta har en sexarbetare exempelvis inte kunnat erhålla banklån.

### Tidigt 2000-tal
Enligt den belgiska polisen fanns knappt 26 000 sexsäljare i landet 2022, enligt andra officiella källor cirka 3 000. Université catholique de Louvain uppskattade att mellan 5 000 och 6 000 personer då sålde sexuella tjänster på mer stadigvarande basis. En bedömning angav att 95 procent av dessa var kvinnor, 3 procent transpersoner och 2 procent män.
Vissa siffror antyder att det kvinnliga deltagandet på beslutande nivå inom den belgiska sexbranschen på senare år ökat betydligt. Mellan 2005 och 2010 kan andelen kvinnliga kopplare (kopplerskor), enligt siffror från den belgiska polisen, ha ökat från en femtedel. Inom de nätverk som då kontrollerade eller hade inflytande över prostituerade av nigerianskt, kinesiskt eller thailändskt ursprung utgjorde kvinnorna över 90 procent av kopplarna. Våldet inom verksamheten bedömdes då ha minskat betydligt, medan de kvinnliga kopplarna (ofta själva tidigare prostituerade) mer frekvent använde manipulation eller psykologi i sin kontroll av verksamheten. Under den dåtida lagstiftningen, med förbud mot koppleri, kunde en kvinnlig kopplare lättare slippa undan osedd i samhället. Den äldre, manligt styrda prostitutionen var då fortfarande dominerande inom nätverken av albanskt eller rumänskt ursprung.
Kvinnliga kopplare lät 2010, återigen enligt den belgiska polisen, i högre utsträckning de prostituerade etablera sig självständigt. Detta underlättade samarbetet inom de olika prostitutionsnätverken i Belgien.
En stor del av de prostituerade i Bryssel har varit romer från Bulgarien eller Rumänien, vilket uppmärksammat problemen med tvångsprostitution och utnyttjande av fattigdom i Östeuropa. En utbredd och djupt rotad antiziganism i dessa två länder har lett till en låg levnadsstandard för romer, liksom många romska tiggare och prostituerade i Västeuropa. Under tidigt 2020-tal bedömde branschorganisationen Espace P att de prostituerade i Charleroi till 31 procent kom från Latinamerika, 23 procent från Afrika söder om Sahara och 17 procent från Östeuropa.
I Belgien är det även numera vanligt med prostitution på bordell. Även före 2022 och normaliseringen av sexarbete var organiserat koppleri vanligt, trots det dåvarande förbudet mot koppleri och oreglerade situationen för de prostituerade; endast uppenbart utnyttjande inom koppleriverksamhet var i praktiken föremål för lagföring. Många av lokalerna (ibland benämnda som maisons closes, stängda hus, på franska) har varit belägna längs med den franska gränsen, på grund av den franska statens förbud mot koppleri och bordellverksamhet. I Tournai bedömdes 2007 cirka 80 procent av gästerna/kunderna komma från den franska sidan av gränsen, ett antal som beräknas ha ökat sedan införandet 2003 av den franska säkerhetslag (Loi Sarkozy II) som försvårade prostitution, tiggeri och oorganiserade sammankomster i landet. Den belgiska polisen i regionen kring Tournai och Kortrijk beräknade 2011 att 60 procent av de prostituerade också kom från den franska sidan av gränsen.
I mitten av nollnolltalet beräknades det finnas cirka 150 regelrätta bordeller i Belgien, förutom ungefär 500 "värdinnebarer" – enklare inrättningar där säljare och köpare träffas och gör upp. Lokala hälso- och ordningsföreskrifter kunde bland annat gälla obligatoriskt byte av sängkläder mellan varje kund.

### Normaliseringen 2022 och 2024
Samhällsutmaningarna under covid-19-pandemin, med försörjningssvårigheter inom ett antal yrkesgrenar, aktualiserade problemen med bristen på acceptans för sexarbete i det juridiska och ekonomiska systemet. 2022 avkriminaliserades sexarbete i landet, efter en reformering av lagboken föranledd av tre decenniers lobbyarbete från företrädare för branschen. Denna innebär att sexköp och koppleri av olika slag inte heller längre var straffbart. Belgien frångick därmed EU:s rekommendation till medlemsländerna att införa den svenska modellen kring prostitution (med kriminalisering av sexköp). Normaliseringen var den andra i världen på landsnivå, efter Nya Zeeland och dess lagstiftning från 2003. Gatuprostituerade löpte dock fortsatt risken att utsättas för inskränkningar i sitt arbete, på grund av sin publika verksamhet och olika ordningslagar i belgiska städer. Dessutom gällde legaliseringen endast personer med uppehållstillstånd, vilket exkluderade papperslösa.
2024 reglerades arbetet ytterligare, efter att sexarbetare gavs rätt till pension, sjukpenning, föräldraledighet, A-kassa och semesterersättning (som första land i Europa). Detta införde arbetsrättsliga förmåner som de flesta andra belgare redan åtnjutit. Samtidigt normaliserades arbetsrättsliga relationer med en sexarbetare/prostituerad, vilket avkriminaliserade koppleri och andra typer av tjänster relaterade till sexarbete. En arbetsgivare inom sexbranschen kommer dock att behöva ansöka om statligt godkännande, förutan vilket de fortfarande är lagöverträdare. Lagstiftningen baserar sig också på betydelsen av samtycke och vikten av en sexarbetares möjlighet att säga nej till en kund.
De arbetsrättsliga förmånerna täcker endast personer som tecknar faktiska anställningskontrakt och inte frilansare eller egenföretagare. Dessutom gäller lagstiftningen endast de sexarbetare som arbetar med fysiska kontakter mot en kund; således exkluderas arbetare inom produktion av pornografi, striptease-dansare och webbkameramodeller. Lagen är avsedd för personer med sexarbete som huvudsaklig inkomstkälla och är inte anpassad för studenter eller tillfälligt deltagande i sexbranschen. En del normala ämnen för kollektivavtal saknas i lagstiftningen från 2024, såsom frågan om lön efter prestation.
Efter avkriminaliseringen har justitiedepartementet inlett rådgivningsverksamhet även i förhållande till sexarbetare och deras arbetsutmaningar. Marknadsföringen av en sexarbetares tjänster görs numera ofta via internet, och departementets råd har inkluderat rekommendationer för att hantera arbetstryggheten på olika sätt. Man har även hänvisat arbetsrelaterade frågor till den största stödorganisationen och fackföreningen för sexarbete, Utsopi (grundad 2015). Föreningen hade år 2022 kontor i Bryssel, Liège, Gent och Antwerpen men erbjöd tjänster för sexarbetare över hela landet. Utsopi verkar inom ESWA, den europeiska samarbetsorganisationen för sexarbetare.
Straff kan fortsatt utdömas för människohandel och slaveri, bedrägeri och andra överträdelser som är straffbara inom alla sektorer av ekonomin. Detta inkluderar problem med tvångsprostitution av kvinnor från Nigeria och missförhållanden på nagelsalonger med vietnamesiska kopplingar. Belgien omges efter lagförändringarna av två länder med legaliserad prostitution och koppleri (Nederländerna och Tyskland), ett land med laglig prostitution och illegala kringverksamheter (Luxemburg) samt ett land där prostitution är laglig men både kringverksamheter och sexköp är olagliga (Frankrike).

## Debatt och kritik

### Oklarheter
Vissa oklarheter i den nya belgiska lagstiftningsmodellen har lyfts av folk inom och utom sexbranschen. Det inkluderar hur de nya belgiska lagarna står sig gentemot FN:s konvention från 1949 omkring människohandel, en reglering som Belgien undertecknade 1965 och som uttryckligen förbjuder koppleri – även när den prostituerade samtyckt till det hela.
Vissa anser att den nya belgiska lagstiftningen i mångt och mycket är en pappersprodukt, med begränsade möjligheter att styra de faktiska arbetsvillkoren för sexarbetare/prostituerade i Belgien. Att kunna säga nej och hävda sina rättigheter kan kräva en större makt för den sexarbetare som arbetar utifrån en prekär inkomstsituation.

### Kritik
Avkriminaliseringen har inte undgått kritik, bland annat från dem som anser att sexarbete alltid för med sig våld. Dessa kritiker pekar gärna på enkäter som ibland (i det här fallet enligt Enquête Le Vif 2027) nämner att 73 procent av kvinnliga prostituerade har utsatts för våld, 62 procent våldtagits och 70 procent lider av PTSD.
Isala är en av de belgiska organisationerna som arbetar för ett avskaffande av prostitutionen som fenomen. Man ser den belgiska normaliseringen under 2020-talet som negativ på ett antal sätt:
- en kränkning av den kanske svagaste samhällsgruppens mänskliga rättigheter
- ett hinder mot kampen mot hallickars utnyttjande verksamhet
- tar fokus från hjälpen till dem som utnyttjats inom prostitution, inklusive en stor mängd utländska medborgare
- följer inte Europaparlamentets rekommendation från 2023 att lagstifta mot sexköp i EU:s olika medlemsländer

Isala var en av remissinstanserna inför avkriminaliseringen 2022. Man lyckades då få in i den slutliga lagtexten att koppleri kräver explicit tillstånd, på grund av föreningens erfarenheter omkring de olika varianter av utnyttjande som ofta kan ske inom prostitutionen.
De belgiska lagförändringarna uppväckte den tidvis inflammerade debatten omkring prostitution/sexarbete inom feminismen. Kritik mot normaliseringen av branschen kom bland annat från Frankrike (som 2016 införde en lagstiftning av svensk modell) och den europeiska kvinnolobbyn.

### Positivt mottagande
Bland de positiva rösterna finns Human Rights Watch, som välkomnat utvecklingen som en del i att bättre kunna bekämpa människohandel och andra övergrepp inom sexbranschen. Bland förespråkarna för normaliseringen av sexarbete kan även nämnas branschorganisationerna Utsopi, Violett och Espace P (bildad 1988). Lagen välkomnades också av IPPF, den internationella organisationen för landsorganisationer som kämpar för individers sexuella hälsa och rättigheter.
Förespråkare av normaliseringen i Belgien har menat att endast mer rättigheter kan leda till fler möjligheter att få bukt med slaveri och andra missförhållanden.